# Bonnœuvre
Bonnœuvre (bretonisch: Banvre; Gallo: Bonoevr) ist eine Ortschaft und eine Commune déléguée in der französischen Gemeinde Vallons-de-l’Erdre mit 546 Einwohnern (Stand: 1. Januar 2022) im Département Loire-Atlantique in der Region Pays de la Loire. Die Einwohner werden Bonnœuvriens genannt.
Zum 1. Januar 2018 wurde Bonnœuvre mit Freigné, Maumusson, Saint-Mars-la-Jaille, Saint-Sulpice-des-Landes und Vritz zur Gemeinde (Commune nouvelle) Vallons-de-l’Erdre zusammengelegt. Die Gemeinde Bonnœuvre gehörte zum Arrondissement Châteaubriant-Ancenis.

## Geografie
Bonnœuvre liegt etwa 44 Kilometer nordöstlich von Nantes am Erdre. Umgeben wird Bonnœuvre von den Ortschaften Saint-Sulpice-des-Landes im Norden, Saint-Mars-la-Jaille im Norden und Osten, Maumusson im Südosten, Pannecé im Süden sowie Riaillé im Westen. 

## Bevölkerungsentwicklung
| Jahr                       | 1962 | 1968 | 1975 | 1982 | 1990 | 1999 | 2006 | 2013 |
| Einwohner                  | 575  | 566  | 524  | 521  | 532  | 505  | 554  | 568  |
| Quellen: Cassini und INSEE |      |      |      |      |      |      |      |      |

## Sehenswürdigkeiten
- Kirche Saint-Martin aus dem Jahre 1863
- Ehemaliges Priorat aus dem 12. Jahrhundert
- Herrenhaus La Chèze aus dem 15. Jahrhundert
- Wassermühle von 1820

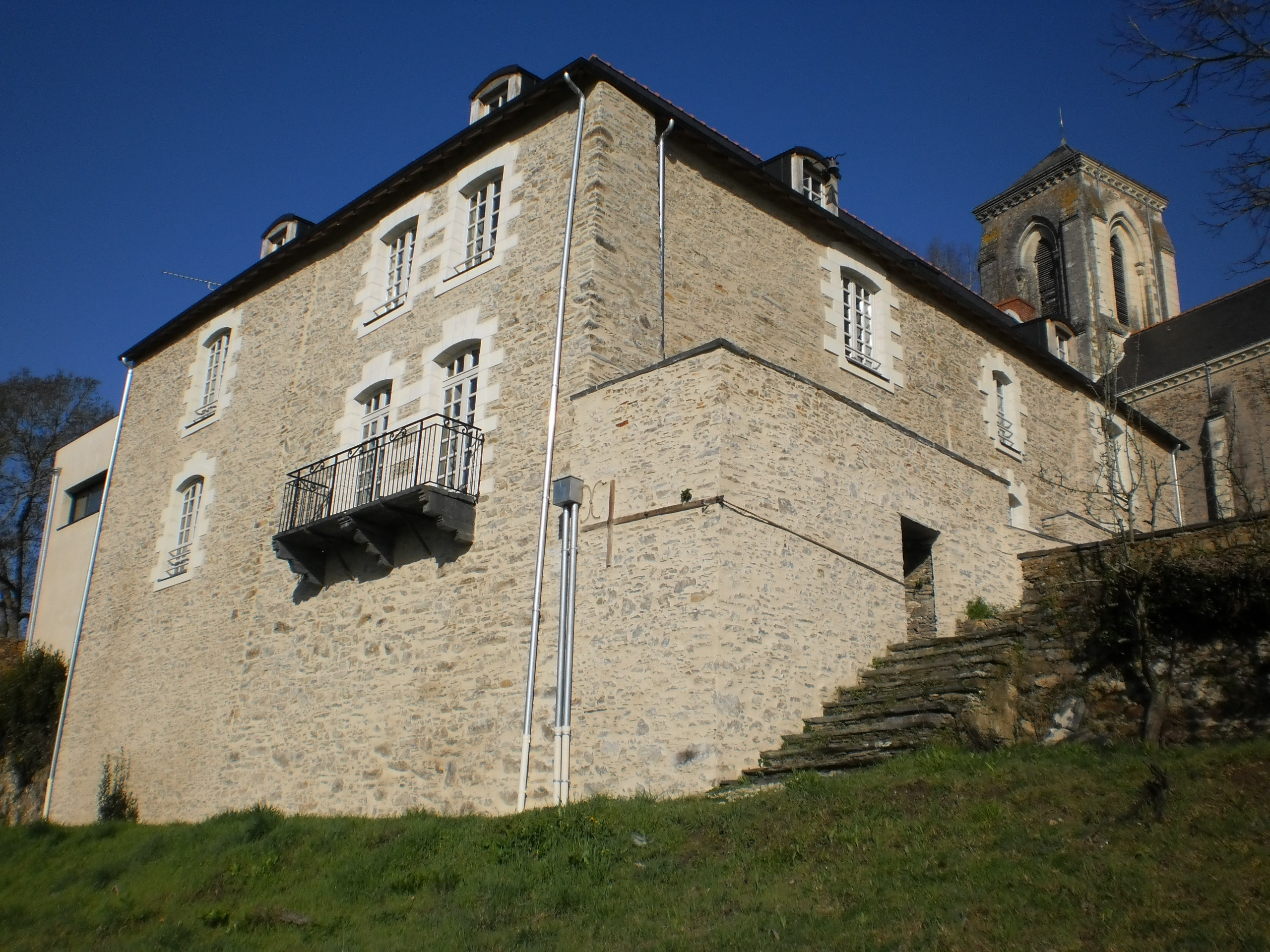
Ehemaliges Priorat
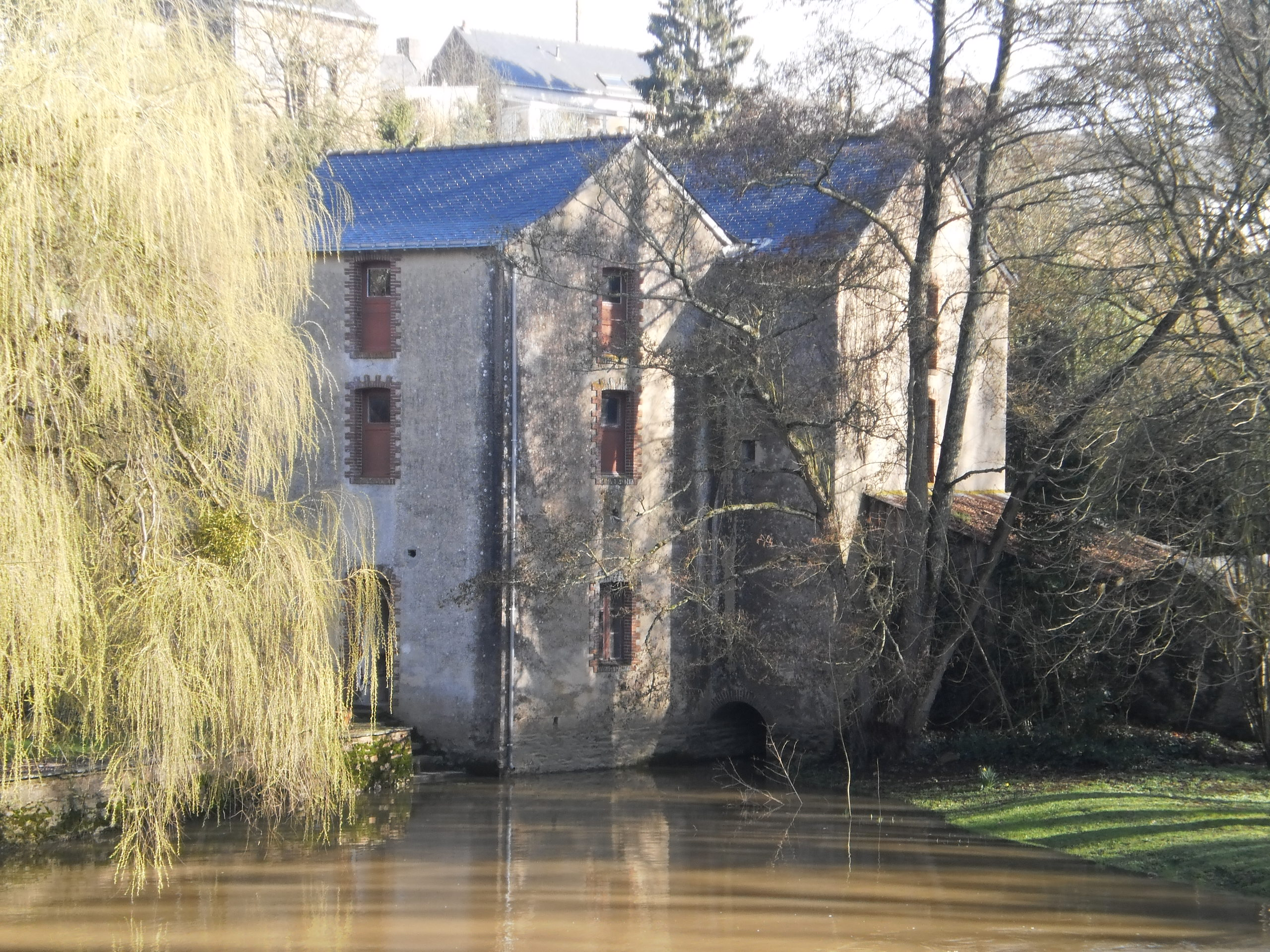
Wassermühle